# اسکیلد کامپوزیتس پاند ریسر
اسکیلد کامپوزیتس پاند ریسر (به انگلیسی: Scaled Composites Pond Racer) یک هواگرد ساختِ کارخانهٔ اسکیلد کامپوزیتس در کشور ایالات متحده آمریکا است. این هواگرد برای نخستین بار در ۲۲ مارس ۱۹۹۱ میلادی مورد استفاده قرار گرفت.